# 테리파이어
《테리파이어》(영어: Terrifier)는 2016년 제작된 미국의 슬래셔 영화이다. 데이미언 리오니가 감독과 각본을 맡았다.
2016년 10월 15일 텔류라이드 호러 쇼에서 첫 상영되었으며, 2018년 3월 15일 미국에서 에픽 픽처스 릴리싱을 통해 제한적으로 개봉되었다.
속편으로 《테리파이어 2》(2022, Terrifier 2), 《테리파이어 3》(2024, Terrifier 3)이 있다.

## 줄거리
영화는 전년도 대학살 생존자이며 얼굴에 흉터가 있는 여성이 텔레비전 토크 쇼에서 인터뷰를 하는 것으로 시작한다. 방송이 끝나자 진행자는 남자친구와 여성의 외모에 대해 잔인한 농담을 주고받고, 숨어 있던 여성이 나타나 진행자를 공격한다.
핼러윈 밤, 두 친구 태라와 돈은 술에 취해 파티를 떠나고, 피자 가게까지 이들을 따라온 광대 아트를 만난다. 아트는 피자 가게 화장실 벽에 본인 배설물을 발라 쫓겨나고, 두 친구는 돈의 차 타이어가 찢어진 것을 발견한다. 태라는 언니 빅토리아에게 데리러 와달라고 전화한다. 아트는 다시 피자 가게로 돌아와 주인과 직원을 살해한다.
기다리는 동안 태라는 해충 방역업자 마이크에게 화장실을 쓸 수 있게 아파트 건물 안으로 들여보내달라고 부탁한다. 그곳에서 태라는 자신이 안고 있는 인형을 아기라고 믿는 망상에 사로잡힌 고양이 여사를 만난다. 아트는 돈을 공격하고 태라를 진정제로 제압한다.
의자에 묶인 채 깨어난 태라는 돈이 거꾸로 매달려 있는 것을 보게 된다. 아트는 돈의 신체를 톱으로 반으로 자르는 과정을 태라가 강제로 보게 한다. 태라는 도망치지만 아트는 그녀를 총으로 쏴 죽이고, 마이크를 공격한다. 고양이 여사는 아트가 인형을 갖고 있는 걸 보자 인형을 돌려받기 위해 아트를 안고 달래며 모성애를 보여 보지만 아트는 이 여성마저도 잔인하게 공격한다.
빅토리아가 도착하여 고양이 여사의 시체를 도륙한 뒤 두피와 가슴을 본인 몸에 붙인 아트를 발견한다. 아트는 빅토리아를 쫓아가고, 마이크의 동료 윌을 참수한다. 빅토리아가 태라의 시체를 찾아낸 뒤 아트가 쇠사슬 채찍으로 그녀를 공격한다. 마이크가 아트를 기절시키고, 둘은 도망쳐 911에 신고하지만 아트는 다시 깨어나 마이크를 죽이고 빅토리아를 픽업 트럭으로 친다. 아트는 의식을 잃은 빅토리아의 얼굴에 마구 상처를 낸다. 경찰이 도착하지만 아트는 체포되기 직전 스스로 목숨을 끊는다.
경찰이 빅토리아가 아직 살아있다는 것을 확인한 후 아트와 희생자들의 시체는 영안실로 옮겨진다. 그곳에서 아트는 되살아나 검시관을 공격한다. 1년 후 빅토리아가 재활 치료를 끝내고 병원에서 퇴원하면서 그녀가 바로 영화 초반에 인터뷰를 했던, 얼굴에 흉터가 있는 여성임이 밝혀진다. 즉 영화에서 보여준 사건들은 지난 해에 일어난 대학살이었던 것이다.

## 출연진
- 제나 커넬 - 태라 헤이스 역
- 서맨사 스커피디 - 빅토리아 헤이스 역
- 데이비드 하워드 손턴 - 광대 아트 역
- 캐서린 코커런 - 돈 에머슨 역
- 푸야 모세니 - 고양이 여사 역
- 맷 매캘리스터 - 해충 구제업자 마이크 역
- 케이티 매과이어 - 모니카 브라운 역
- 지노 캐퍼렐리 - 스티브 역
- 코리 듀발 - 검시관 세스 볼턴 역
- 마이클 리비 - 구제업자 윌 역
- 에릭 저모라 - 러몬 역